# Freddy Artiles
Freddy Artiles Machado (Santa Clara, 13 de enero de 1946-La Habana, 24 de diciembre de 2009) fue un  dramaturgo,  profesor, investigador y titiritero cubano. Doctor en Ciencias sobre Arte, Licenciado en Artes Escénicas y profesor titular Adjunto del Instituto Superior de Arte. En 2001, el Consejo de Estado de la República de Cuba le concedió la Medalla Alejo Carpentier.

## Biografía
Segundo hijo de Ercilia Machado y Sebastián Artiles, farmacéutico. Siendo todavía niño, la familia se trasladó a La Habana, donde el padre abrió una farmacia en la barriada del Cerro. Tras graduarse en el Instituto de la Víbora comenzó los estudios de Biología en la Universidad capitalina, pero los abandonó para entrar en el mundo del teatro que alternaba dando clases. Primer matrimonio con Iris Piñeiro; nace su hijo Eric en 1965. Durante los tres años del Servicio Militar Obligatorio, en el cuerpo de artillería, empezó a escribir sus primeras obras.
Tras un primer montaje en la Sala Tespis (El Círculo de Cuatro Puntas), consiguió con Adriana en dos tiempos el Premio de la Unión de Escritores y Artistas de Cuba (UNEAC) en 1971. La pasión de Artiles por la literatura infantil en general y el universo del títere en particular, comenzó en 1973, cuando escribió por encargo para los niños de la Sierra Maestra, el texto que luego se convertiría en El conejito descontento. Segundo matrimonio con Xiomara Valor en 1973, nacen su hija Adriana, y Gabriel en 1976.
Rescató de la memoria cubana al títere Pelusín del Monte, testimonio del habla guajira del "Peluso Patatuso" y creación original de Dora Alonso y Pepe Camejo, hacia 1956, y reflejado en los libretos de Dora para la televisión nacional entre los años 1961 y 1963. Analizó las coincidencias con héroes populares tradicionales de otros pagos de Europa, África y América Latina, espejos infantiles de picardía y ternura.  
Miembro de la UNEAC (Unión de Escritores y Artistas de Cuba) desde 1972, ocupó un despacho en la Dirección Provincial de Cultura de Ciudad de La Habana y fue asesor del Grupo Bertold Bretch. A principio de la década de 1980, conoció a quien sería su compañera hasta su muerte, Mayra Navarro. También concluyó sus estudios de Doctor en Ciencias sobre Arte y Licenciado en Artes Escénicas en el Instituto Superior de Arte (ISA), Universidad de las Artes de Cuba. Murió en La Habana el día de Nochebuena de 2009. En 2011 se creó una cátedra en su memoria, en el Instituto Superior de Arte cubano (ISA).

## Obra
Como dramaturgo, investigador y profesor desarrolló un intenso trabajo en el mundo del teatro para niños. Artiles distinguió entre "teatro para niños" (hecho para ellos por los adultos) y "teatro infantil" (ejecutado por los propios niños). Catalogó la historia del titiritero cubano en cuatro periodos: "Inicio", para los años 60, "Reordenamiento" para los convulsos años 70, "Consolidación" para los optimistas ochenta, y "Boom" para los noventa.
Además de en Cuba, su obra ha sido publicada y representada en países como Alemania, Argentina, Bulgaria, España, Ecuador, El Salvador, México, Nicaragua, Perú, República Dominicana, la URSS y Venezuela. Sus artículos críticos y teóricos pueden encontrarse en publicaciones como "Conjunto", "Tablas", "Revolución y Cultura", "Juventud Rebelde", "Granma", "Trabajadores".

### Teatro
- Adriana en dos tiempos (1971), Premio Unión de Escritores y Artistas de Cuba (UNEAC); En la estación (1977), Premio "13 de marzo"; De dos en dos (1975); Vivimos en la ciudad (1980), Premio Teatro Estudio; El esquema (1985)

- Piezas de teatro de títeres: El conejito descontento y El pavo cantor (Premios "La Edad de Oro" 1973 y 1979, respectivamente); ¡Llega el circo! (Premio Festival de Teatro para Niños 1981); El mundo al revés (1987); La explosión, Premio de Texto en el Encuentro de Teatro Profesional para Niños y Jóvenes, Guanabacoa (1999); El Quijote anda (2000); Cine-Títeres (2001); Pinocho y el tiburón morado (2004).

### Ensayo
Como investigador teatral: Teatro para niños (1981); Aventuras en el teatro (1988); Teatro y dramaturgia para niños en la Revolución (1988); La maravillosa historia del teatro universal (1989); Títeres: historia, teoría y tradición (Zaragoza, España, 1998); De Maccus a Pelusín. El títere popular (2002); Niños, títeres y actores (2008).

### Televisión
Guionista de las adaptaciones para televisión de El conde de Montecristo, El príncipe de los zorros, El caballero del Rey, y de la serie titiritera para niños Despertar con Pelusín, el títere cubano por antonomasia, creado por Dora Alonso y referencia obligada en la historia del teatro, la televisión, la radio y la literatura escolar cubanas.

### Muerte
Durante el año 2009 comenzó a presentar problemas de salud, que se pensó podían estar relacionados con un Linfoma de Hodgkings que superó en los años 80, pero que le dejó algunas secuelas. El 24 de diciembre de 2009, mientras estaba ingresado en el Hospital Hermanos Ameijeiras, los médicos deciden darle de alta para que pasase la Navidad en su casa y le recomiendan una transfusión de sangre antes de irse. Una mala práctica médica provoca que en vez de una transfusión, le administraran dos consecutivamente, lo que conlleva a que sus pulmones, porosos más allá de lo normal producto de las radiaciones anticancerígenas recibidas años antes, empezaran a inundarse de sangre. Luego de los síntomas iniciales de ahogamiento, sobrevino un derrame cerebral que terminó con su vida. 
Sus restos fueron expuestos en la Funeraria de Calzada y K, en el Vedado capitalino y luego cremados en la Necrópolis de Colón.

## Reconocimientos
- Diploma Centenario de La Edad de Oro (1989), a la creación artística y literaria para niños y jóvenes;
- Distinción por la Cultura Nacional (1995);
- Premio Abril (1998);
- Distinción por la Educación Cubana (2000).
- Medalla Alejo Carpentier (2001), otorgada por el Consejo de Estado de la República de Cuba.
- Premio Gorgorito (2007), que otorga la UNIMA en Madrid.
- El 19 de febrero de 2010, en la clausura del Taller “El secreto de Polichinella” , impartido por el titiritero Philippe Saumont de la compañía francesa Tarabates, quedó oficialmente constituida la Cátedra de Teatro de Títeres “Freddy Artiles” perteneciente a la Facultad de Arte Teatral del Instituto Superior de Arte de La Habana (ISA).